# 安汉奉
安汉奉（韓語：안한봉，1968年10月15日—），韩国男子摔跤运动员。他曾代表韩国参加1992年夏季奥林匹克运动会摔跤比赛，获得男子古典式57公斤级金牌。他也曾参加1990年亚洲运动会。